# Jasper van Dijk

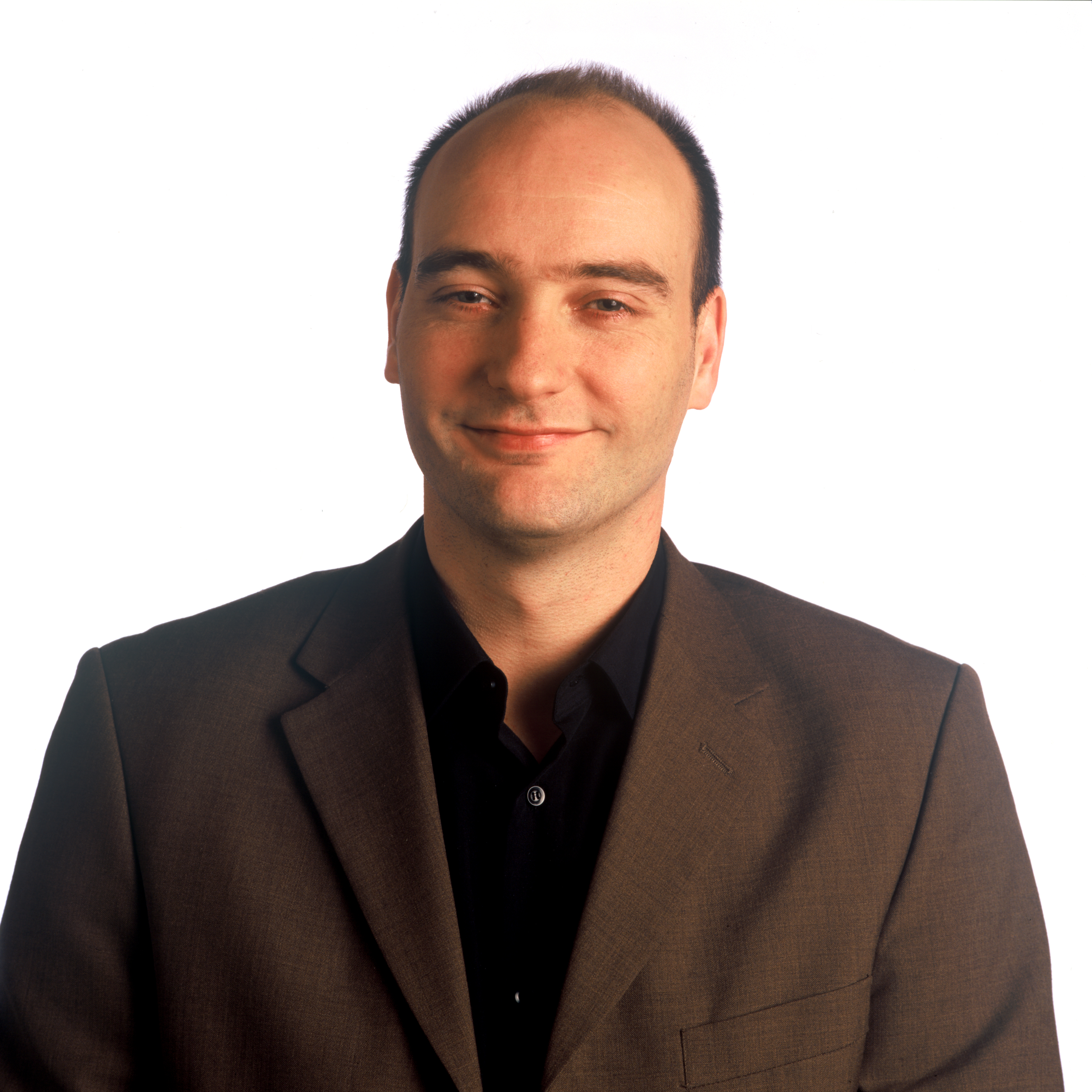
Jasper van Dijk

Jasper van Dijk (* 20. April 1971 in Jutphaas) ist ein niederländischer Politiker der Socialistische Partij.

## Leben
Dijk studierte Politikwissenschaften an der Universiteit van Amsterdam.  2006 war Dijk Mitglied im Stadtrat von Amsterdam. Seit 2006 ist Dijk Abgeordneter in der Zweiten Kammer der Generalstaaten. Dijk lebt in Amsterdam.